# Commander Keen
Commander Keen ist eine Jump-’n’-Run-Computerspiel-Reihe, entwickelt von id Software, in der die Spielfigur Billy Blaze, ein achtjähriger Junge, zahlreiche Abenteuer im Weltraum erlebt. Meistens muss er die Erde oder gleich die ganze Galaxie vor der Zerstörung retten.

## Geschichte
Die Commander-Keen-Reihe wurde von id Software als Side-Scroller entwickelt. Der Spieler steuert den Protagonisten und kann ihn Aktionen wie „Gehen“, „Springen“ und „Schießen“ ausführen lassen. Eine Besonderheit Commander Keens ist sein Pogostab, mit dem er besonders hohe Sprünge bewältigen kann. Mit diesen Möglichkeiten muss der Spieler Hindernisse wie Abgründe und Monster überwinden, um das Levelende zu erreichen. Sobald ein Level abgeschlossen ist, kann der Spieler sich in der Commander-Keen-Reihe auf einer Übersichtskarte selbst den nächsten Level aus einer Reihe von vorgegebenen Möglichkeiten aussuchen.
Seit 1990 wurden sieben offizielle Teile der Commander-Keen-Reihe veröffentlicht. Grundlegende Veränderungen am Spielprinzip traten nicht auf.
Die Entwicklungsgeschichte von Commander Keen beginnt bei Softdisk. John Carmack entwickelte Adaptive Tile Refresh, eine Technik zum flüssigen Scrollen von Rastergrafiken auf PCs, was zu der Zeit den Heimcomputern und Spielkonsolen vorbehalten war. Die Technik verwendete den begrenzten Speicher der damaligen Grafikkarten so geschickt, dass der langsame Transfer von Grafiken vom Arbeitsspeicher zur Grafikkarte nur relativ selten durchgeführt werden musste. Objekte, die links und rechts knapp außerhalb des sichtbaren Bildausschnitts lagen, wurden außerdem bereits übertragen, bevor sie eigentlich gerendert werden mussten. Dadurch war eine flüssige Darstellung möglich. Tom Hall, ein Mitarbeiter bei Softdisk und Freund von Romero, überredete Carmack, die Technik für einen Streich an Romero zu verwenden. Innerhalb von einer Nacht portierten Hall und Carmack den ersten Level von Super Mario Bros. 3, wobei die Spielfigur Mario durch Dave aus Romeros früherem Spiel Dangerous Dave ersetzt wurde. Das Werk wurde Dangerous Dave in Copyright Infringement genannt.
Romero erkannte das kommerzielle Potential und sprach mit Jay Wilbur, einem Projekt Manager bei Softdisk. Dieser schickte die Demo zu Nintendo. Nintendo jedoch wollte ihre Marken exklusiv auf ihren Konsolen laufen lassen. Auch Softdisk hatte keine weitere Verwendung für die Technologie, die den zu der Zeit üblichen CGA-Standard nicht unterstützte.
Scott Miller, Gründer von Apogee, wurde auf John Romero aufmerksam und wollte seine Werke als Shareware anbieten. Schließlich finanzierte er die Fertigstellung von Commander Keen, welches in der Freizeit von John Carmack, Romero, Hall und Adrian Carmack entwickelt wurde. Kurz nach der Fertigstellung der ersten Trilogie von Commander Keen gründeten Romero, John Carmack, Hall und Adrian Carmack id Software.

## Technik
Die Adaptive-Tile-Refresh-Technik, die das flüssige Scrollen von Rastergrafiken auf PCs erlaubte, hatte einen Nachteil. Sie konnte nicht zusammen mit Parallax Scrolling verwendet werden, weswegen Commander Keen nur einen sich bewegenden Hintergrund hat, nicht mehrere, die sich verschieden schnell bewegen. Dies schränkte die künstlerische Freiheit ein, aus diesem Grund wurde diese Technik in den Spielen Duke Nukem, Duke Nukem II und Cosmo’s Cosmic Adventure nicht verwendet.

## Liste der Spiele
- Invasion-of-the-Vorticons-Serie
  - Episode 1: Marooned on Mars (1990)
  - Episode 2: The Earth Explodes (1991)
  - Episode 3: Keen Must Die (1991)

- Keen Dreams (1991) – Keen Dreams wird auch Episode 3.5 oder The lost episode (deutsch: Die verlorene Episode) genannt, da diese Ausgabe zwischen den beiden Serien steht, ohne zu einer zu gehören.

- Goodbye-Galaxy!-Serie
  - Episode 4: Secret of the Oracle (1992)
  - Episode 5: The Armageddon Machine (1992)
  - Episode 6: Aliens Ate My Baby Sitter! (1992) – Ursprünglich als dritte Episode der zweiten Trilogie geplant, wurde Episode 6 als Einzeltitel veröffentlicht.

- Commander Keen (GBC): Im Jahr 2001 erschien auf dem Game Boy Color eine weitere Version von Commander Keen. In diesem Spiel sind viele Charaktere aus den Episoden 4 bis 6 wiederzufinden.

## Handlung

### Episode 1: Marooned on Mars
In der ersten Episode landet Billy Blaze alias Commander Keen zum Jungfernflug seines heimlich gebauten Raumschiffes auf dem Mars, während seine Eltern am Abend ausgehen. Teile seines Raumschiffes werden dort von den Außerirdischen Vorticon gestohlen und müssen wieder beschafft werden. Im ersten Level verfügt er nur über die Möglichkeit, zu laufen und zu springen. Erst in weiteren Leveln findet er einen Pogostab sowie eine Laserpistole.
Als Commander Keen sämtliche Teile gefunden hat und die Rückreise zur Erde antritt, bemerkt er ein riesiges Raumschiff, das sich in Richtung Erde bewegt.

### Episode 2: The Earth Explodes
In der zweiten Episode landet er auf dem von Vorticon kontrollierten Raumschiff und hindert es daran, die Erde zu zerstören. An Bord erfährt er, dass die Vorticon gegen ihren Willen vom Grand Intellect manipuliert werden.

### Episode 3: Keen Must Die
In der dritten Episode sucht Commander Keen den Heimatplaneten der Vorticon auf. Dort trifft er auf den Grand Intellect, welcher sich als Mortimer McMire herausstellt, sein achtjähriger Rivale von der Erde. Er stellt diesen in seiner Festung und zerstört ihn und seine Gedankenkontrollmaschine. Daraufhin wird Commander Keen von den Einwohnern des Planeten zum Ehrenbürger ernannt und schafft es gerade noch, nach Hause zu fliegen, bevor seine Eltern zurückkehren.

## Vertrieb
Die Trilogie Invasion of the Vorticons wurde nach dem für Spiele von Apogee üblichen Shareware-Modell vertrieben: Die vollständige, uneingeschränkte Episode 1 kann in unveränderter Form beliebig verteilt und kostenlos aus dem Internet geladen werden. Die Episoden 2 und 3 müssen hingegen durch eine Registrierung kostenpflichtig erworben werden und dürfen nicht verteilt werden.
Nach demselben Prinzip erfolgte der Vertrieb der Goodbye-Galaxy!-Serie. Episode 4 darf kostenfrei verteilt werden und ist in keiner Weise eingeschränkt oder gekürzt. Episode 5 jedoch ist nur nach kostenpflichtiger Registrierung erhältlich.
Episode 6 ist der einzige Titel, der nicht als Shareware vertrieben wurde. Stattdessen wurde eine kostenfrei verteilbare Demoversion mit 3 spielbaren Leveln veröffentlicht, die somit um einiges kürzer ist als die vollständigen Gratis-Episoden 1 und 4. Der Titel wurde im Auftrag der Firma FormGen Corp. erstellt, die Rechte liegen somit nicht bei Apogee. Da FormGen inzwischen nicht mehr existiert, gibt es derzeit keine Möglichkeit zum Kauf dieser Episode.
Keen Dreams war ebenfalls ein Auftragsprojekt, dessen Vermarktungsrechte nicht bei Apogee liegen. Die ursprüngliche DOS-Version wurde von Softdisk Publishing vertrieben und existiert in einer kostenpflichtigen registrierten Version sowie einer Shareware-Version, die beim Start Aufforderungen zur Registrierung anzeigt, ansonsten aber in keiner Weise eingeschränkt ist und in der insbesondere alle Level der registrierten Version spielbar sind. Die Originalversion kann nicht mehr erworben werden, es existiert jedoch ein originalgetreues Remake für Windows, das ab dem 28. September 2015 für einige Zeit über die digitale Spieleplattform Steam bezogen werden konnte. Das Spiel ist aktuell dort jedoch nicht erhältlich. Außerdem ist eine neue Android-Umsetzung namens Commander Genius über Google Play erhältlich, die die Shareware-Episoden (s. o.) sowie Keen Dreams enthält. Mit diesem Programm können Besitzer der kostenpflichtigen Episoden diese ebenfalls auf der Android-Plattform spielen, indem sie die Originaldateien des Spiels auf die Plattform kopieren.
Die kostenpflichtigen Episoden 2, 3 und 5 werden bis heute verkauft; obwohl sie irrtümlich von vielen Seiten aus dem Abandonware-Bereich zum kostenfreien Herunterladen angeboten werden, stellt eine solche Verteilung eine Verletzung des Urheberrechts dar. Der heutige Rechteinhaber 3D Realms bietet Invasion of the Vorticons und Goodbye Galaxy! separat zum Kauf an. Ein Paket der Episoden 1 bis 5 mit einer vorkonfigurierten Version von DOSBox kann über GOG.com und Steam erworben werden. Obwohl die Zusammenstellung auf beiden Plattformen als Complete Pack (Komplettpaket) bezeichnet wird, enthält sie nur die Episoden, die ursprünglich von Apogee vertrieben werden, also weder die Episode 6 noch Keen Dreams.